# Рома (река)
Рома (укр. Рома) — правый приток Десны, протекающий по Новгород-Северскому району (Черниговская область, Украина).

## География
Длина — 18, 16 км. Площадь водосборного бассейна — 133 км². Русло реки (отметки уреза воды) в среднем течении (село Шептаки) находится на высоте 140,2 м над уровнем моря. Скорость течения — 0,1.
Русло извилистое, шириной 10 м и глубиной 0,5 м. Долина изрезана оврагами и промоинами. Создан один пруд (село Шептаки)
Река берёт начало от двух ручьев южнее села Шептаки (Новгород-Северский район). Река течёт на север, затем на восток. Впадает в Десну (на 527-м км от её устья) восточнее села Киселёвка (Новгород-Северский район).
Пойма занята заболоченными участками с лугами и лесами, которые чередуются на протяжении всей длины.
Притоки: нет крупных.
Населённые пункты на реке:
1. Шептаки
2. Кролевец-Слободка
3. Леньков
4. Киселёвка